# 三遊間 (お笑いコンビ)
三遊間（さんゆうかん）は、吉本興業（大阪本社）所属のお笑いコンビ。2019年結成。NSC大阪校41期生。

## メンバー
稲継 諒（いなつぐ りょう、1995年9月26日 - ）（29歳）
ボケ担当。
兵庫県出身。身長175 cm、体重70 kg、血液型AB型。
プロ野球観戦が趣味で、プロ野球選手の成績だけで何年か当てられる。

憧れている芸人は千原ジュニア（千原兄弟）。学生時代、「千原ジュニアは財布も携帯も黒いものしか持たない」というエピソードを聞いた影響で財布・携帯を黒いものにしていた。

さくらい（1996年5月25日 - ）（29歳）
ツッコミ担当。
滋賀県出身。身長172 cm、体重59 kg、血液型AB型。
趣味は、漫画、アニメ、筋トレ、野球。
本名および旧芸名：櫻井 一世（さくらい いっせい）。2024年8月頃に特に告知はせず、現芸名に変更。
かつては実家暮らしをしており、その関係で食事代や家賃が発生しないため、アルバイトはせずお笑いに専念していたが、2025年頃に一人暮らしを始めた。
アルバイトはしていないものの、実家の換気扇の掃除と排水管の掃除で3000円、家の外のガレージを高圧洗浄機で真っ白にする仕事で5000円のお小遣いを貰っている。
芸歴2年目の時に、お笑いであまり結果が出ていない人間が家に居ると雰囲気が悪くなると思い、毎週行っていた草野球で結果を残し、その話で家庭の雰囲気をよくしようと考え、毎週バッティングセンターに通い込み、シーズン打率3割3分8厘の結果を残した。
憧れている芸人は若林正恭（オードリー）。

## 来歴
櫻井は高校時代にお笑いへハマり、そのままの勢いで京都産業大学の落語研究会に入部した。落語研究会では、主将を務めていた。同じ落語研究会に所属していた同期とコンビ「ロンド」を組み、『全国大学お笑い選手権（D－1グランプリ）2017』の漫才部門で準優勝を果たした。NSC大阪校には、この落語研究会時代の先輩とコンビ入学をしている。大学三年生が終了したタイミングで休学しており、NSCがうまくいかなければ復学し大学四年生で就職活動をする予定だった。デビュー後、復学し一年目と大学四年生を並行して活動し、卒業している。
稲継は、神戸学院大学経済学部在学中に同じ学部の同期とコンビ「麦とポップ」を結成し、明石市で開催された漫才コンテスト「M-1ぐらんぷりんぐcontest2018」に出場している（当時の優勝は、同じ吉本所属で同期のときヲりぴーと）。
2018年、共にNSC大阪校41期生として入学。NSC在学中はそれぞれ別のコンビで活動していた。
2019年、NSCを卒業した櫻井はM-1グランプリに出場するためピンで活動していた稲継を誘い、ユニットとしてM-1グランプリ2019に出場。3回戦まで進出し手応えを感じたため、正式なコンビとして結成する。
2021年7月に開催されたオーディションライブ「Kakeru翔チャレンジバトル」にて9位となり、よしもと漫才劇場の所属メンバーになる。
2025年4月、「Kakeru翔GP」にて悲願の初優勝を果たした。

## 芸風
主に漫才で、独特な着眼点を活かしたあるある漫才を得意とする。
ネタは2人で話し合いながら作っている。コロナ禍の際は互いの自宅から電話でネタ作りを行なっていたが、現在（2022年12月時点）では劇場や劇場近くの喫茶店でネタを作ることが多い。

## 出囃子
- 99Harmony「君は何かができる」
- チャットモンチー「とび魚のバタフライ」

## 賞レースでの戦歴

### M-1グランプリ
| 年度             | 結果         | エントリー No. | 会場                                   | 日程     | 備考               |
| ---------------- | ------------ | -------------- | -------------------------------------- | -------- | ------------------ |
| 2019年（第15回） | 3回戦進出    | 959            | 【大阪】よしもと漫才劇場               | 10月30日 | ユニットとして出場 |
| 2020年（第16回） | 2回戦進出    | 371            | 【大阪】COOL JAPAN PARK OSAKA SSホール | 10月29日 |                    |
| 2021年（第17回） | 準々決勝進出 | 723            | 【大阪】なんばグランド花月             | 11月10日 |                    |
| 2022年（第18回） | 準々決勝進出 | 2856           | 【大阪】なんばグランド花月             | 11月15日 |                    |
| 2023年（第19回） | 準々決勝進出 | 3840           | 【大阪】なんばグランド花月             | 11月20日 |                    |
| 2024年（第20回） | 準々決勝進出 | 3780           | 【大阪】なんばグランド花月             | 11月20日 |                    |

### その他
- 2022年 第12回 ytv漫才新人賞選考会 ROUND3：6位[12]
- 2023年 UNDER5 AWARD 決勝進出（Aブロック2位）
- 2023年 第13回 ytv漫才新人賞選考会 ROUND1：9位[13]
- 2023年 第13回 ytv漫才新人賞選考会 ROUND3：6位[14]
- 2024年 虎-1グランプリ 6月度チャンピオン
- 2024年 第14回 ytv漫才新人賞選考会 ROUND3：5位
- 2025年 Kakeru翔グランプリWEST 4月度総合優勝
- 2025年 お笑いグランプリ予選会13位(決勝では前説を担当)

## 出演

### テレビ
- キクテレミルラジ265（BSよしもと、2023年7月5日 - 2024年6月26日）- 水曜1部MC[15]
- 三遊間の街ロケルーキーズ（BSよしもと、2024年8月7日 - 2025年6月25日）[16]

### ラジオ
- 三遊間のMBSヤングタウンNEXT Podcast（MBSラジオ、2025年5月8日 - ）[17]